# Saint-Christophe-à-Berry
Pour les articles homonymes, voir Saint-Christophe et Berry (homonymie).
Saint-Christophe-à-Berry est une commune française située dans le département de l'Aisne, en région Hauts-de-France.

### Communes limitrophes

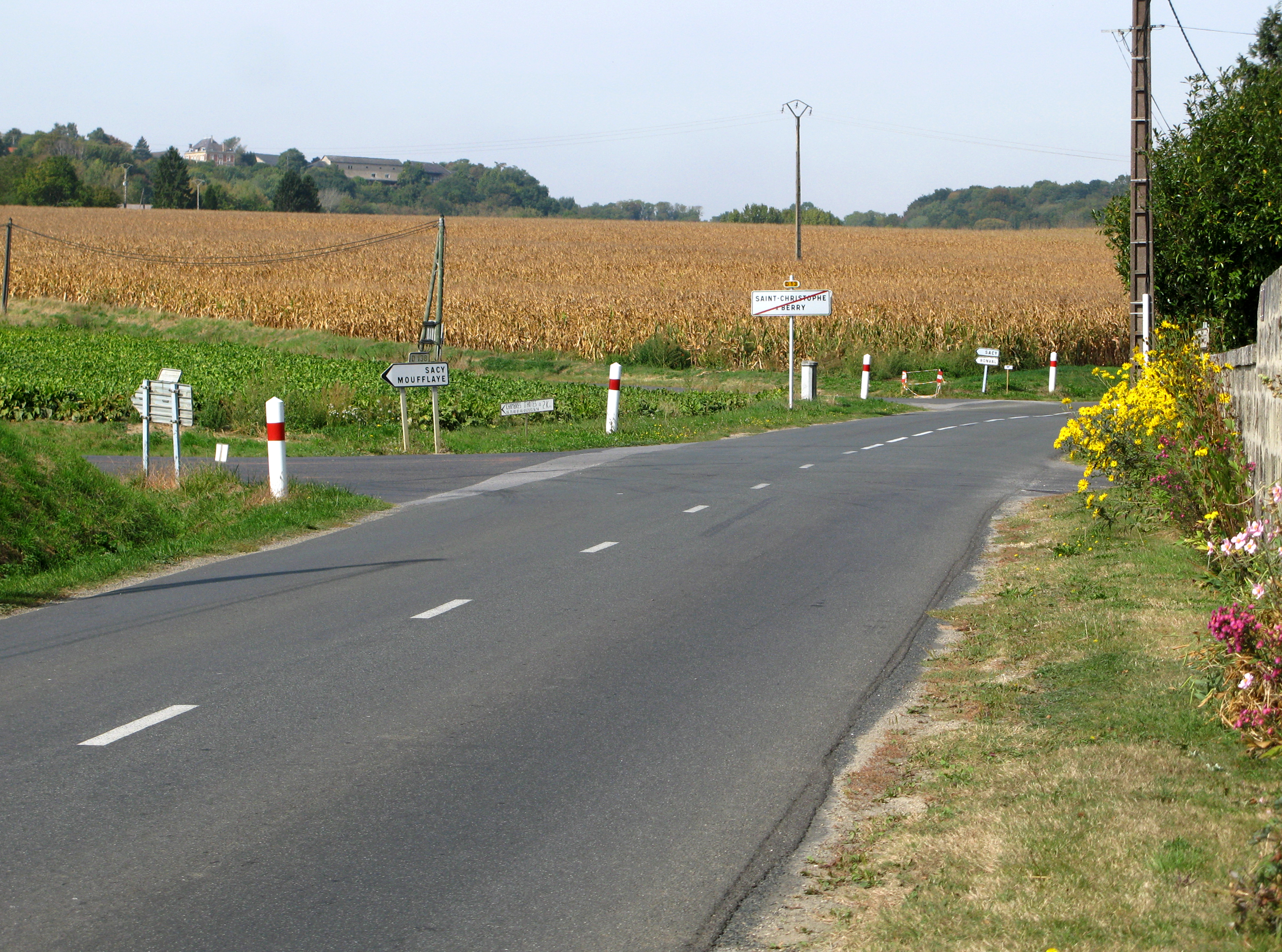
La D 13 traverse la localité du nord au sud.

## Géographie

### Hydrographie
La commune est située dans le bassin Seine-Normandie. Elle est drainée par le ru d'Hozien, le fossé 01 de la commune de Saint-Christophe-a-Berry, le ru de Bonval et le ru de Vingré,,.
Le ru d'Hozien, d'une longueur de 18 km, prend sa source dans la commune de Juvigny et se jette  dans l'Aisne à Vic-sur-Aisne, après avoir traversé onze communes.

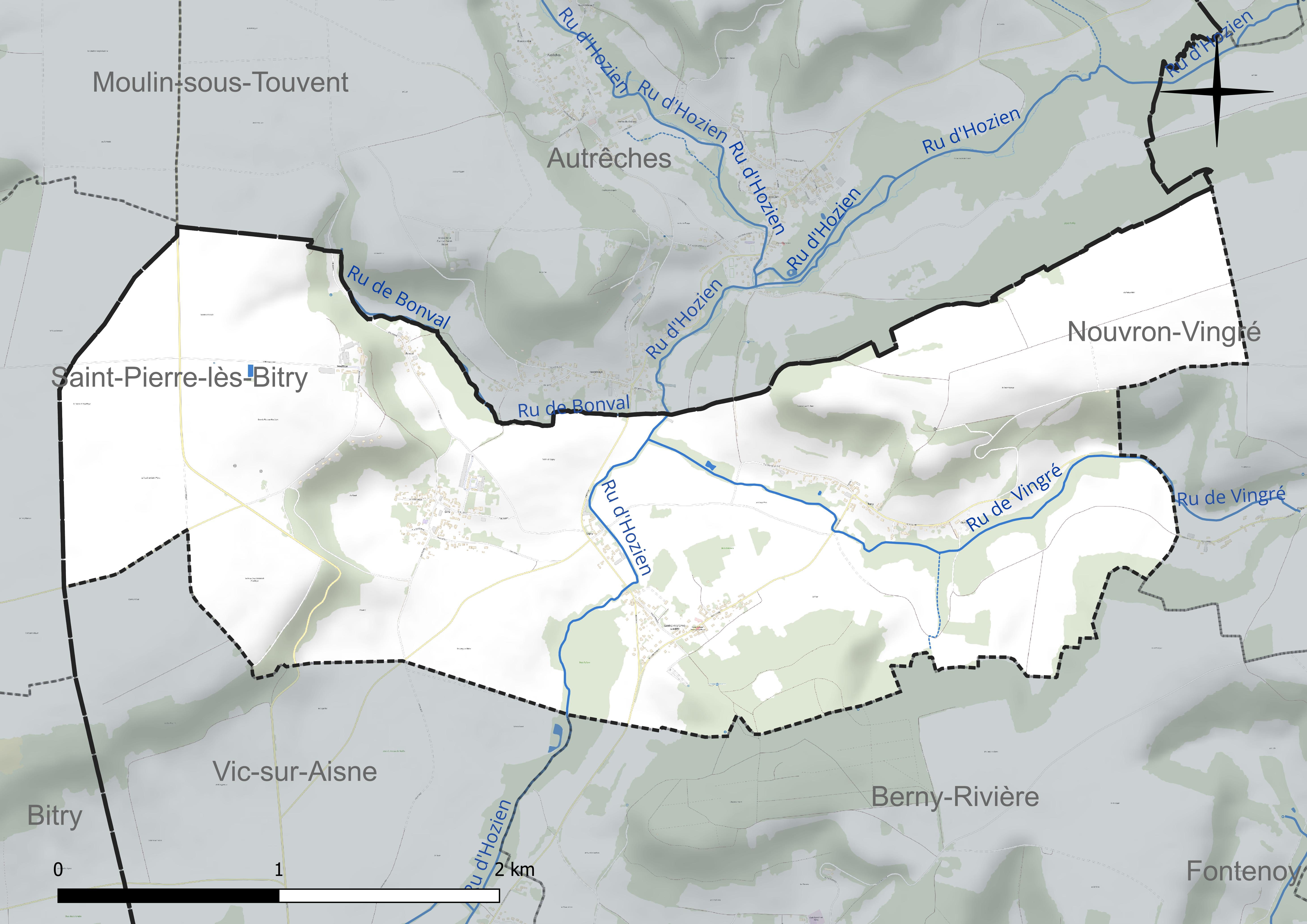
Réseau hydrographique de Saint-Christophe-à-Berry.

### Climat
Pour des articles plus généraux, voir Climat des Hauts-de-France et Climat de l'Aisne.
En 2010, le climat de la commune est de type climat océanique dégradé des plaines du Centre et du Nord, selon une étude du CNRS s'appuyant sur une série de données couvrant la période 1971-2000. En 2020, Météo-France publie une typologie des climats de la France métropolitaine dans laquelle la commune est exposée à un climat océanique altéré et est dans la région climatique Nord-est du bassin Parisien, caractérisée par un ensoleillement médiocre, une pluviométrie moyenne régulièrement répartie au cours de l'année et un hiver froid (3 °C).
Pour la période 1971-2000, la température annuelle moyenne est de 10,7 °C, avec une amplitude thermique annuelle de 15,1 °C. Le cumul annuel moyen de précipitations est de 740 mm, avec 11,7 jours de précipitations en janvier et 8,8 jours en juillet. Pour la période 1991-2020, la température moyenne annuelle observée sur la station météorologique la plus proche, située sur la commune de Chauny à 22 km à vol d'oiseau, est de 11,1 °C et le cumul annuel moyen de précipitations est de 709,9 mm,. Pour l'avenir, les paramètres climatiques de la commune estimés pour 2050 selon différents scénarios d'émission de gaz à effet de serre sont consultables sur un site dédié publié par Météo-France en novembre 2022.

## Urbanisme

### Typologie
Au 1er janvier 2024, Saint-Christophe-à-Berry est catégorisée commune rurale à habitat dispersé, selon la nouvelle grille communale de densité à 7 niveaux définie par l'Insee en 2022.
Elle est située hors unité urbaine et hors attraction des villes,.

### Occupation des sols
L'occupation des sols de la commune, telle qu'elle ressort de la base de données européenne d'occupation biophysique des sols Corine Land Cover (CLC), est marquée par l'importance des territoires agricoles (73,2 % en 2018), en diminution par rapport à 1990 (76,4 %). La répartition détaillée en 2018 est la suivante : 
terres arables (73,2 %), forêts (20,2 %), zones urbanisées (6,5 %).
L'évolution de l'occupation des sols de la commune et de ses infrastructures peut être observée sur les différentes représentations cartographiques du territoire : la carte de Cassini (XVIIIe siècle), la carte d'état-major (1820-1866) et les cartes ou photos aériennes de l'IGN pour la période actuelle (1950 à aujourd'hui).

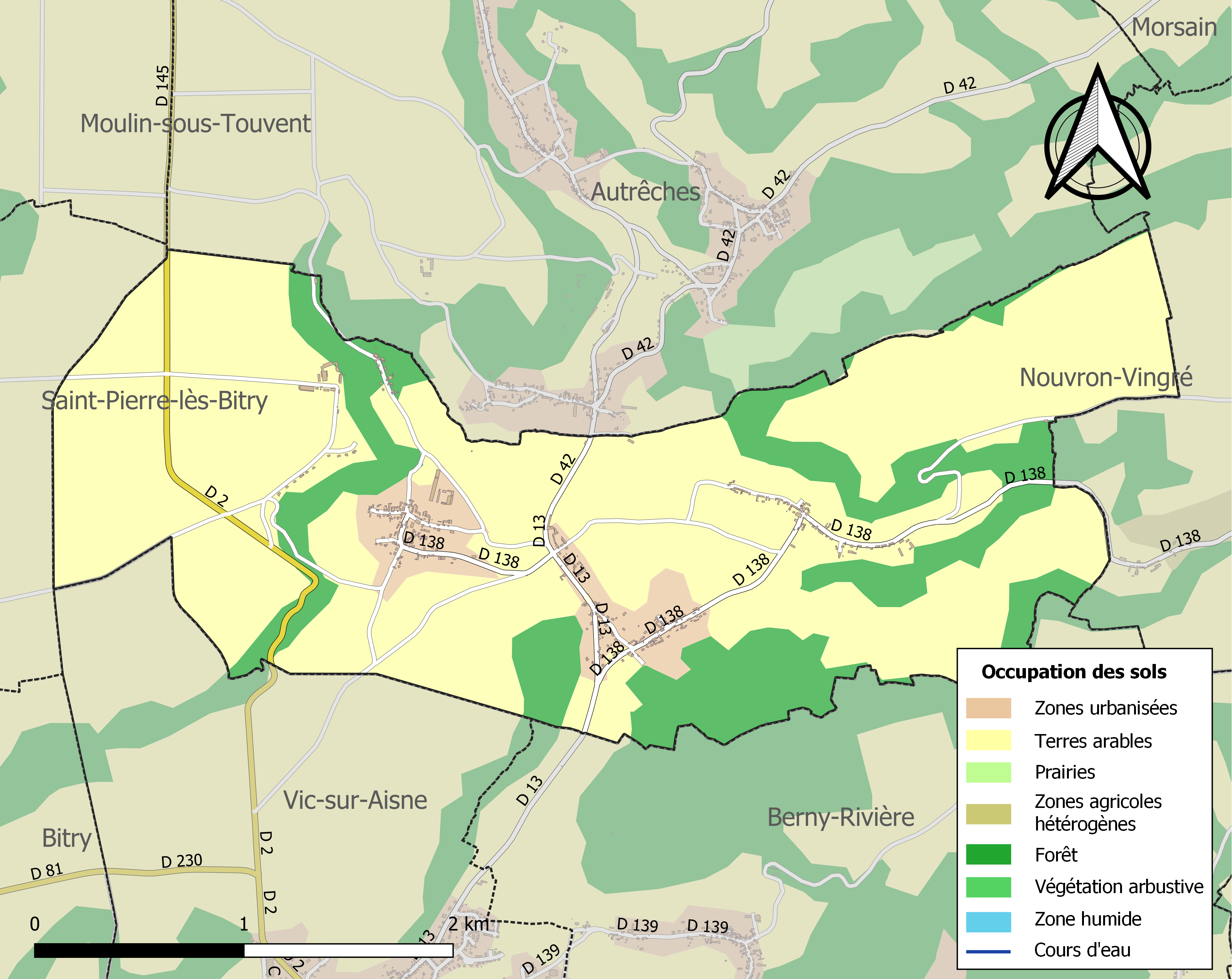
Carte de l'occupation des sols de la commune en 2018 (CLC).

## Toponymie
Le nom de la localité est attesté sous les formes Territorium de Sancto-Christoforo (1269) ; Saint-Christofle (XIVe siècle) ; Saint-Christofe-à-Bery (1448) ; Saint-Cristofle (1613).
Saint-Christophe est un hagiotoponyme.
Berry rappellerait le nom d'une reine des belges. Princesse qui, en langage d'alors, était appelée Berre, plusieurs siècles avant l'ère chrétienne.

## Politique et administration

### Rattachements administratifs et électoraux
La commune se trouve  dans l'arrondissement de Soissons du département de l'Aisne. Pour l'élection des députés, elle fait partie depuis 1988 de la quatrième circonscription de l'Aisne.
Elle fait partie depuis 1793 du canton de Vic-sur-Aisne. Dans le cadre du redécoupage cantonal de 2014 en France, ce canton, dont la commune est toujours membre, est modifié, passant de 25 à 50 communes.

### Intercommunalité
La commune faisait partie depuis 1995 de la communauté de communes du Pays de la Vallée de l'Aisne.
Celle-ci fusionne avec sa voisine le 1er janvier 2017 pour créer la communauté de communes Retz-en-Valois, dont est désormais membre la commune.

### Liste des maires
| Période                                  | Période                       | Identité                            | Étiquette | Qualité                    |
| ---------------------------------------- | ----------------------------- | ----------------------------------- | --------- | -------------------------- |
| Les données manquantes sont à compléter. |                               |                                     |           |                            |
| février 1790                             | novembre 1791                 | Joseph Sarazin                      |           |                            |
| novembre 1791                            | brumaire an IV                | Pierre-Christophe Chetiveaux        |           |                            |
| brumaire an IV)                          | germinal an VI                | Jean-Louis Derivry                  |           |                            |
| germinal an VI                           | prairial an VIII              | Christophe Lefèvre                  |           |                            |
| prairial an VIII                         | septembre 1820                | Christophe Lefèvre                  |           |                            |
| septembre 1820                           | octobre 1835                  | Louis-François-Siméon-Stylite Pinet |           |                            |
| octobre 1835                             | août 1840                     | Henri-Victor Caqueret               |           |                            |
| août 1840                                | août 1848                     | Louis-François-Simon Vallerand      |           |                            |
| août 1848                                | octobre 1870                  | Joseph-Jean-Baptiste Lemoine        |           |                            |
| octobre 1870                             | mai 1871                      | Jean-Baptiste Lemoine               |           |                            |
| mai 1871                                 | janvier 1878                  | Jean-Baptiste Lemoine               |           |                            |
| janvier 1878                             | mai 1884                      | Louis-François-Simon Vallerand      |           |                            |
| mai 1884                                 | mai 1892                      | Stanislas Mouret                    |           |                            |
| mai 1892                                 | mai 1896                      | Gustave Lescart                     |           |                            |
| mai 1896                                 | décembre 1919                 | Désiré Pamart                       |           |                            |
| décembre 1919                            | mai 1945                      | Jules Lardé                         |           |                            |
| mai 1945                                 | mai 1983                      | Paul Leroux                         |           |                            |
| mars 1983                                | mars 2001                     | Daniel Rochard                      |           |                            |
| mars 2001                                | mai 2020                      | Christian Leroux                    | DVD       | Retraité de l'agriculture, |
| mai 2020                                 | En cours (au 13 juillet 2020) | Romuald Dauchelle                   | SE        |                            |

## Population et société

### Démographie
L'évolution du nombre d'habitants est connue à travers les recensements de la population effectués dans la commune depuis 1793. Pour les communes de moins de 10 000 habitants, une enquête de recensement portant sur toute la population est réalisée tous les cinq ans, les populations de référence des années intermédiaires étant quant à elles estimées par interpolation ou extrapolation. Pour la commune, le premier recensement exhaustif entrant dans le cadre du nouveau dispositif a été réalisé en 2005.

En 2022, la commune comptait 443 habitants, en stagnation par rapport à 2016 (Aisne : −1,97 %, France hors Mayotte : +2,11 %).
| 1793 | 1800 | 1806 | 1821 | 1831 | 1836 | 1841 | 1846 | 1851 |
| ---- | ---- | ---- | ---- | ---- | ---- | ---- | ---- | ---- |
| 430  | 481  | 474  | 451  | 457  | 460  | 440  | 444  | 415  |

| 1856 | 1861 | 1866 | 1872 | 1876 | 1881 | 1886 | 1891 | 1896 |
| ---- | ---- | ---- | ---- | ---- | ---- | ---- | ---- | ---- |
| 463  | 466  | 455  | 438  | 446  | 445  | 418  | 439  | 425  |

| 1901 | 1906 | 1911 | 1921 | 1926 | 1931 | 1936 | 1946 | 1954 |
| ---- | ---- | ---- | ---- | ---- | ---- | ---- | ---- | ---- |
| 420  | 402  | 458  | 294  | 419  | 414  | 425  | 457  | 418  |

| 1962 | 1968 | 1975 | 1982 | 1990 | 1999 | 2005 | 2006 | 2010 |
| ---- | ---- | ---- | ---- | ---- | ---- | ---- | ---- | ---- |
| 354  | 350  | 349  | 335  | 340  | 347  | 412  | 419  | 426  |

| 2015 | 2020 | 2022 | - | - | - | - | - | - |
| ---- | ---- | ---- | - | - | - | - | - | - |
| 436  | 442  | 443  | - | - | - | - | - | - |

### Enseignement
Les enfants de la commune sont scolarisés au sein d'un regroupement pédagogique intercommunal géré par un syndicat scolaire regroupant Berny-Rivière et Saint-Christophe-à-Berry.
Deux classes de maternelles regroupant les petites, moyenne et grandes sections, CP et CE1 sont implantées sur la commune de Saint Christophe à Berry  au hameau de Sacy.

## Culture locale et patrimoine

### Lieux et monuments
- Église Saint-Christophe de Saint-Christophe-à-Berry

### Personnalités liées à la commune
- Louis Vallerand (né à Rozet-Saint-Albin le 9 août 1815, décédé à Soissons le 11 juin 1870), personnalité dans le monde de l'agriculture, inventeur d'une charrue, il fut maire de Saint-Christophe-à-Berry[réf. nécessaire]